# شبكة جينية تنظيمية

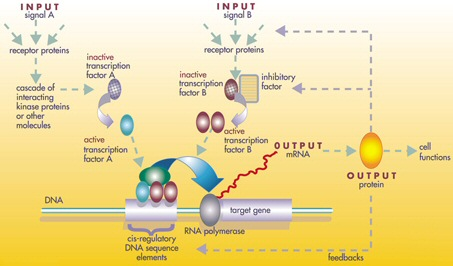

شبكة الجين (أو الجينية) التنظيمية (بالإنجليزية: Gene regulatory network، واختصارًا: GRN)‏ هي مجموعة من المنظمات الجزيئية المتفاعلة مع بعضها البعض ومع المواد الأخرى في الخلية للتحكم في مستويات التعبير الجيني للرنا المرسال والبروتينات التي تحدد بدورها وظيفة الخلية. تلعب الشبكة الجينية التنظيمية أيضًا دورًا مركزيًا في عملية التشكل الحيوي، عملية تخلق بنى الجسم، المركزية في علم الأحياء النمائي التطوري (إيفو-ديفو).
قد يتألف المنظم من الدنا، والرنا، والبروتين والمعقدات المكونة منها. يحدث التفاعل بشكل مباشر أو غير مباشر (من خلال الرنا المنسوخ أو البروتين المنقول). بشكل عام، يعمل كل جزيء رنا مرسال في صنع بروتين محدد (أو مجموعة من البروتينات). في بعض الحالات، يكون هذا البروتين بنيويًا، إذ يتراكم عند غشاء الخلية أو داخل الخلية ليضفي عليها خصائص بنيوية محددة. في حالات أخرى، يكون البروتين عبارة عن إنزيم، أي آلة ميكروية محفزة لرد فعل معين، مثل تفكيك مصدر الغذاء أو المادة السامة. تعمل بعض البروتينات بشكل حصري في تنشيط الجينات الأخرى، وتُعرف بعوامل النسخ التي تلعب دورًا رئيسيًا في الشبكات أو التسلسلات التنظيمية. تؤدي إلى تنشيط الجينات الأخرى عن طريق ارتباطها بمنطقة المحفز في بداية هذه الجينات، وبدء إنتاج بروتين آخر، وما إلى ذلك. تُعد بعض عوامل النسخ مثبطة.
لدى الكائنات الحية وحيدة الخلية، تستجيب الشبكات الجينية للبيئة الخارجية، ما يحسن بقاء الخلية في بيئة معينة في وقت معين. بالتالي، عندما تجد خلية الخميرة نفسها في محلول سكري، تعمل على تنشيط الجينات لصنع الإنزيمات المسؤولة عن معالجة السكر وتحويله إلى كحول. تمثل هذه العملية، التي نربطها مع صنع النبيذ، الطريقة التي تعيش عبرها خلية الخميرة، من خلال اكتساب الطاقة اللازمة للتضاعف، التي من شأنها تعزيز احتمال بقائها في الظروف العادية.
لدى الحيوانات عديدة الخلايا، تخضع السلاسل الجينية المتحكمة في شكل الجسم لنفس المبدأ. ينتج عن كل انقسام خلية خليتين قد تختلفان في الجينات المنشطة وصنع البروتينات على الرغم من احتوائهما على الجينوم نفسه. تضمن «حلقة الارتجاع ذاتية الاستدامة» أحيانًا حفاظ الخلية على هويتها وتمريرها. تُعد آلية علم التخلق المستخدمة في تعديلات الكروماتين التي قد توفر الذاكرة الخلوية عن طريق منع النسخ أو السماح به غير مفهومة جيدًا. تتمثل الميزة الرئيسية للحيوانات عديدة الخلايا في استخدام مسارات التدرج المحدثة للتخلق، التي توفر نظام تحديد تموضع مسؤول عن إعلام كل خلية بمكانها في الجسم، ومن ثم نوع الخلية الذي ستتحول إليه. قد تغادر نواتج الجين المنشط في خلية واحدة هذه الخلية وتنتشر عبر الخلايا المجاورة، ثم تدخلها منشطة الجينات في حال وجودها فوق مستوى عتبة معين. بالتالي، تتعرض هذه الخلايا للتحفيز الذي يغير مصيرها، ما من شأنه توليد محدثات التخلق الأخرى التي تعيد إرسال الإشارات إلى الخلية الأصلية. قد تستخدم محدثات التخلق عبر المسافات الأطول عملية توصيل الإشارة النشطة. تتحكم مثل هذه الإشارات في التخلق، بناء مخطط الجسم من البداية عبر سلسلة من الخطوات المتتابعة. تتحكم أيضًا بالأجسام البالغة وتحافظ عليها عبر العمليات الارتجاعية، يؤدي فقدان هذا الارتجاع الناتج عن الطفرات إلى التكاثر الخلوي الملاحظ في السرطان. بالتوازي مع عملية بناء البنية، تنشط التسلسلات الجينية الجينات المسؤولة عن صنع البروتينات البنيوية التي تمنح كل خلية الخصائص الفيزيائية اللازمة.

## نظرة عامة
على مستوى واحد، يمكن اعتبار الخلايا الحيوية «أكياس مختلطة جزئيًا» من المواد الكيميائية الحيوية – في مناقشة شبكات الجين التنظيمية، تتكون هذه المواد الكيميائية بمعظمها من الرنا المرسال (إم آر إن إيه إس) والبروتينات الناشئة عن التعبير الجيني. تتفاعل هذه البروتينات والرنا المرسال مع بعضها البعض بدرجات مختلفة من التخصص. ينتشر بعضها حول الخلية. يرتبط بعضها الآخر بالأغشية الخلوية، ويتفاعل مع الجزيئات في البيئة. يمر بعض منها أيضًا عبر الأغشية الخلوية ويتوسط إرسال الإشارات طويلة المدى إلى الخلايا الأخرى لدى الكائن الحي عديد الخلايا. تشكل هذه الجزيئات وتفاعلاتها الشبكة الجينية التنظيمية. تبدو الشبكة الجينية التنظيمية النموذجية كما يلي:
قد تمثل عقد هذه الشبكات الجينات، أو البروتينات، أو الرنا المرسال، أو معقدات بروتين/بروتين أو العمليات الخلوية. ترتبط العقد الواقعة على طول الخطوط العمودية بالتواصل البيئي/الخلوي، بينما تتميز العقد الأخرى بحرية الحركة والقدرة على الانتشار. تمثل الحواف بين العقد التفاعلات بينها، التي قد تتوافق مع التفاعلات الجزيئية الفردية بين الدنا، أو الرنا المرسال، أو الرنا الميكروي، أو البروتينات أو العمليات الجزيئية المسؤولة عن تأثير نواتج جين ما في نواتج الجينات الأخرى، على الرغم من إشارة النقص في المعلومات المحصلة تجريبيًا في الغالب إلى عدم نمذجة بعض التفاعلات في هكذا مستوى دقيق من التفاصيل. قد تكون هذه التفاعلات تحريضية (عادةً ما تتمثل في رؤوس السهام + علامة)، إذ يؤدي زيادة تركيز أحدها إلى زيادة الأخرى، أو مثبطة (تتمثل في دوائر مملوءة، أو السهام الحادة أو علامة السالب)، إذ يؤدي زيادة أحدها إلى نقص الأخرى، أو مزدوجة التأثير، عند الاعتماد على حالات المنظم يمكن تنشيط العقدة الهدف أو تثبيطها. تستطيع العقد تنظيم نفسها بشكل مباشر أو غير مباشر، وصنع حلقات الارتجاع، المكونة من السلاسل الدورية للتوابع في الشبكة الدورية. تُعد بنية الشبكة تعبيرًا مجردًا عن الديناميكيات الكيميائية والجزيئية للنظام، إذ تصف الطرق المتشعبة التي تؤثر عبرها مادة ما في جميع المواد الأخرى المرتبطة بها. بشكل عملي، تنشأ الشبكات الجينية التنظيمية هذه عن الأقسام الحيوية في نظام محدد وتمثل عملية تصفية للمعرفة الإجمالية عن مجموعة من التفاعلات الحيوية الكيميائية. من أجل زيادة سرعة المعالجة اليدوية لشبكات الجين التنظيمية، تحول بعض الجهود الحديثة استخدام التنقيب في النصوص، وقواعد البيانات المعالجة، واستدلال الشبكة من البيانات الهائلة، والتحقق من النموذج وغيرها من تقنيات استخراج المعلومات من أجل هذا الهدف.
يمكن اعتبار الجينات كعقد في الشبكة، مع تمثيل البروتينات للمدخلات مثل عوامل النسخ وتمثيل مستوى التعبير الجيني للمخرجات. تعتمد قيمة العقدة على الوظيفة المعتمدة على قيمة منظماتها في الخطوات الزمنية السابقة (في الشبكات البولانية الموضحة أدناه، الدالات البولانية، نموذجيًا «إيه إن دي» و«أو آر» و«إن أو تي»). فُسرت هذه الوظائف باعتبارها نوع من معالجة المعلومات داخل الخلية، الذي يحدد السلوك الخلوي. تتألف المحركات الرئيسية داخل الخلايا من تراكيز بعض البروتينات المسؤولة عن تحديد التنسيقات المكانية (الموقع داخل الخلية أو النسيج) والزمنية (دورة الخلية أو المرحلة التطورية) للخلية، كنوع من «الذاكرة الخلوية». ما يزال فهم الشبكات الجينية في مراحله الأولى، وتتمثل الخطوة التالية لعلم الأحياء في محاولة استنتاج وظائف كل «عقدة» جينية، بهدف فهم سلوك النظام في زيادة مستويات التعقيد، من الجين إلى مسار الإشارات، أو مستوى الخلية أو الأنسجة.
طُورت النماذج الرياضية الخاصة بالشبكات الجينية التنظيمية من أجل التقاط سلوك النظام أثناء نمذجته، إلى جانب توليد التنبؤات المتوافقة مع الملاحظات التجريبية في بعض الأحيان. في بعض الحالات الأخرى، ثبت تقديم النماذج لتنبؤات جديدة دقيقة قابلة للفحص تجريبيًا، ما يقترح بالتالي نُهجًا جديدة للاستكشاف في تجربة متعذر أخذها في الاعتبار أحيانًا عند تصميم بروتوكول المختبر التجريبي. تشمل تقنيات النمذجة كلًا من المعادلات التفاضلية (أو دي إي إس)، والشبكات البولينية، وشبكات بتري، والشبكات البايزية، ونماذج شبكات غوسيان البيانية، والتصادفية وإحصاء العمليات. بشكل معاكس، اقتُرحت تقنيات توليد نماذج للشبكات الجينية التنظيمية بهدف تفسير أفضل لمجموعة من الملاحظات المتسلسلة الزمنية. ثبت مؤخرًا ارتباط إشارة رقاقة التسلسل الخاصة بتعديل الهستون بشكل أكبر مع حافز عامل النسخ في المحفزات بالمقارنة مع مستوى الرنا. تبعًا لذلك، اقتُرح احتمال توفير رقاقة التسلسل الخاصة بتعديل الهستون المتسلسلة الزمنية الاستدلال الأكثر موثوقية للشبكات التنظيمية الجينية بالمقارنة مع الوسائل المعتمدة على مستويات التعبير.